# San Martín megye (Corrientes)
San Martín egy megye Argentínában, Corrientes tartományban. Székhelye La Cruz.

## Települések
Önkormányzatok és települések:
- Colonia Carlos Pellegrini
- Guaviraví
- La Cruz
- Yapeyú